# Shaquille O'Neal
Shaquille Rashaun O'Neal (født 6. marts 1972 i Newark, New Jersey) er en amerikansk tidligere basketballspiller fra USA. Han spillede center, er 2,16 meter høj og har på et tidspunkt vejet 147 kg, hvilket gør ham til en af de tungeste spillere, der nogensinde har spillet i NBA. Han var den ældste aktive spiller i NBA, da han trak sig tilbage i 2011.
Navnet Shaquille betyder "lille kriger"  på arabisk.
Han var i mange år en af de absolut dominerende spillere i NBA og blev blandt andet kåret til MVP (Most Valuable Player) i NBA i 2000. Han blev udtaget til All Star-kampen 15 gange i løbet af sin karriere, sidste gang i 2009. Tre gange blev han kåret til MVP ved All Star-kampen. I 2016 blev O'Neal optaget i Naismith Memorial Basketball Hall of Fame.
Med sin store kropsstyrke og relative hurtighed var han en vigtig faktor i både forsvar og angreb. I angrebet blev han kendt for at kunne score selv med op til tre modstandere tæt pakket omkring sig.[kilde mangler]

## Barndom
O'Neal blev født i Newark, New Jersey. Hans biologiske far, Joseph Toney fra Newark blev tilbudt et basketballlegat til at spille for Seton Hall. Joseph Toney kæmpede med stofmisbrug og var ved 1973 fængslet for besiddelse af narkotika, mens O'Neal var spæd. Efter sin løsladelse var der ikke længere en plads til Toney i O'Neals liv.

## Basketballkarriere

### Hack-a-Shaq
O'Neals største svaghed var straffekastet, hvor han gennem karrieren kun scorede på 52,7 pct. i gennemsnit. Derfor udviklede modstanderholdene allerede fra hans college-tid en taktik kaldet "Hack-a-Shaq". Det vil sige, at man valgte at gå hårdt til ham fysisk, da han havde svært ved at udnytte chancen, hvis der blev dømt fejl, og han blev sendt til straffelinjen. Don Nelson, som coachede Dallas Mavericks, havde benyttet en lignende taktik over for Dennis Rodman fra Chicago Bulls. Hos Nelson var pointen, at man til enhver tid kunne gå efter at lave fejl på en modstanderspiller med meget lave straffeprocenter, da det ville give modstanderne færre points, end hvis de fik lov til at afslutte normalt. Da taktikken blev overført til O'Neal, overtog den navnet "Hack-a-Shaq".

### Landshold
Shaquille O'Neal har i lighed med mange af de bedste amerikanske basketballspillere ikke prioriteret landsholdet særlig højt. Han spillede første gang på USA's landshold, da det deltog i VM i 1994 og vandt denne turnering. Her blev han valgt som MVP (mest værdifulde spiller).
Ved OL 1996 på hjemmebane i Atlanta havde professionelle spillere for anden gang adgang til dette OL, og her var han en del af det såkaldte Dream Team II (i forlængelse af Dream Team fra legene i 1992). Amerikanerne var store favoritter og sejrede da også sikkert i indledende runde ved at vinde alle kampene. Derpå vandt de over Brasilien i kvartfinalen og over Australien i semifinale, inden de i finalen mødte Serbien og Montenegro. Amerikanerne sikrede sig guldet med en sikker sejr på 95-69, mens Serbien og Montenegro fik sølv og Litauen bronze.
O'Neal fik ikke så meget spilletid ved OL, som han havde forventet, og heller ikke de følgende år mødte han efter eget udsagn tilstrækkelig respekt fra det nationale forbunds side. Han stillede sig derfor ikke til rådighed for det amerikanske landshold fra OL 2000 og frem.

### Afslutning på basketball-karrieren
Han skrev i sommeren 2010 under på en toårs kontrakt med Boston Celtics, og angav, at det var hans sidste kontrakt i karrieren. Alvorlige skader holdt ham i ude i store dele af sæsonen, og efter en kort optræden i slutspillet annoncerede han den 1. juni 2011 via Twitter, at han trak sig tilbage. To dage senere afholdt han en pressekonference, hvor han bekræftede dette.

### NBA-mesterskaber
Han vandt tre mesterskaber med Los Angeles Lakers i 2000, 2001 og 2002 og et med Miami Heat i 2006.

## Senere karriere
O'Neal har lavet film og indspillet albummer.

### Inside The NBA
Siden 2011 har O'Neal været med i TNT's basketballprogram Inside The NBA, hvor han sammen med Charles Barkley og Kenny Smith analyserer kampe, spillere mv. i NBA  med Ernie Johnson som studievært.